# Oak Grove, Texas
Oak Grove là một thị trấn thuộc quận Kaufman, tiểu bang Texas, Hoa Kỳ. Năm 2010, dân số của thị trấn này là 603 người.

## Dân số
- Dân số năm 2000: 710 người.
- Dân số năm 2010: 603 người.